# Estació de ferrocarril de Pré-Petitjean
Estació de ferrocarril de Pré-Petitjean (en francès: Gare de Pré-Petitjean) és una estació de ferrocarril del municipi de Montfaucon, al cantó suís del Jura. Es troba la línia ferroviària La Chaux-de-Fonds-Grovelier, dels ferrocarrils de Jura. Des del canvi d'horaris de desembre de 2020, s'hi atura un tren regional cada hora.